# Plataforma HD
Plataforma HD (en ruso: Платформа HD) es un operador de televisión por satélite ruso, que realiza la difusión de un paquete de canales de calidad HD en la parte europea de la Federación de Rusia. Además, el paquete de canales de alta definición está disponible para la retransmisión en redes de cable.

## Historia de la compañía
- 19 de agosto de 2008 - inicio de difusión comercial del paquete de 4 canales. Se planea conectar 200 mil abonados en dos años.[1]
- 2 de diciembre de 2008 la compañía acordó con Eutelsat el aumento del volumen arrendado en el satélite Eurobird 9A. Según el director general Yashin, esto permitirá aumentar la cantidad de canales que se transmiten.[2]
- 1 de febrero de 2009 —  comenzó la difusión del paquete de 19 canales rusos terrestres y de satélite.[3]
- Mayo de 2009 - al paquete se añadieron los canales "Cine HD-2", "Televiajes HD", "Mundo de mujer" y «High Life».
- 2 de febrero de 2010 — presentación en la exposición CSTB-2010 la primera en Rusia difusión en formato 3D.[4]
- 15 de febrero de 2010 —para el período de la celebración de los Juegos Olímpicos XXI en Vancouver al paquete "Plataforma HD" fue añadido el canal «2 deporte 2».[5]
- 1 de abril de 2010 — al paquete se le añadió el canal televisivo de producción de NTV-Plus "HD Deporte".[6]
- 21 de mayo de 2010 - al paquete fue añadido el primer ruso canal 3D - canal televisivo 3DV. A la base de la difusión están los programas sobre cultura y viajes, y además las representaciones del teatro Mariinskiy. Hasta el 1 de enero de 2011 la vista del canal no estará de pago.[7]
- 10 de junio de 2010 —para el período de la celebración del Campeonato Mundial de fútbol 2010 en la República Sudafricana al paquete "Plataforma HD" fue añadido el canal «2 deporte 2».[8]
- 28 de septiembre de 2010 - al paquete fue añadido el canal televisivo "Deporte 1HD"

## Equipo recomendado
Para la vista de los canales de calidad HD la compañía recomienda usar los siguientes receptores:
Segmento de satélite:
- General Satellite HD-9300.

Segmento de cable:
- General Satellite HD-9320.
- General Satellite HD-9322.

## Canales
La difusión se realiza desde el satélite  Eurobird 9A (9,0°E).

### Otros canales disponibles
Aparte de los canales televisivos que forman parte de los paquetes "Plataforma HD" y "Plataforma DV" cada uno puede recibir de forma gratuita la señal de los canales 
televisivos y estaciones de radio sin codificación.